# Цигара
Цигара је чврсто замотани суви и ферментирани дуван који се користи за пушење. Реч цигара долази од шпанске речи cigarro што значи „цврчак“. Дуван за цигаре се претежно производи у Бразилу, Доминиканској Републици, Филипинима, Хондурасу, Индонезији, Камеруну, Куби, Мексику, Никарагви и САД.